# Hans-Joachim Bellinger
Hans-Joachim Bellinger (5 de junho de 1917 - 12 de fevereiro de 1996) foi um oficial alemão que serviu durante a Segunda Guerra Mundial. Foi condecorado com a Cruz de Cavaleiro da Cruz de Ferro.

## Condecorações
| Cruz de Ferro 2ª Classe                                   |
| Cruz de Ferro 1ª Classe                                   |
| Cruz de Cavaleiro da Cruz de Ferro 30 de setembro de 1944 |